# Miralpeix (Tiurana)
Miralpeix és una entitat de població, actualment despoblada, del terme municipal de Tiurana (Noguera), al Prepirineu. La població, ara sota les aigües de l'immens pantà de Rialb, estava situada tocant al riu Segre, a la part baixa de l'horta de Tiurana. El formaven catorze cases; cal Camats, cal Castell (ca la Isabel), cal Secundino, ca la Fina (ca l'Espardenyer), cal Panyofí (ca la Maria-Claustre), cal Solsona, cal Font (cal Sastre), cal Roma, cal Roma Vell, cal Teuler Vell, cal Teuler, cal Finestres, cal Gepillo i cal Gaietano i la petita capella dedicada a Sant Roc de finals del segle xviii.
Era un veïnat que fins al segle xix formava municipi propi junt amb l'antiga quadra de la Cluella, eclesiàsticament depenia de l'església de Santa Maria de la Cluella, on hi havia el cementiri, pertanyia a la parròquia de Sant Iscle i Santa Victòria de la Torre de Rialb (a la Baronia de Rialb). El 1965, Miralpeix tenia 23 habitants.

## Descripció
Sant Roc era una capella feta amb pedra de carreus, de planta quadrada i una sola nau. La façana tenia la porta d'accés d'arc de mig punt, a la pedra clau hi havia la data de 1772, damunt de la dovella clau hi havia una petita finestreta. A la façana hi havia també una espadanya de petites dimensions amb una campaneta, damunt l'espadanya hi havia una creu. La teulada era de doble vessant. Per accedir a la capella s'havia de pujar dues escales.

## Història
Fou municipi independent fins a mitjan segle xix quan es va incorporar a Tiurana.
Sant Roc era l'únic lloc religiós que hi havia dins el recinte del poble de Miralpeix, ja que l'església parroquial de Santa Maria de Cluella estava molt apartada del poble i es trobava en estat molt ruïnós.
A la capella de Sant Roc tan sols s'hi deia missa el dia del Sant, la gent de Miralpeix acudia al poble de Tiurana, molt a prop.